# Lang lebe Ned Devine!
Lang lebe Ned Devine! ist eine britisch-irische Filmkomödie aus dem Jahr 1998, in der ein kleines irisches Dorf das Weiterleben eines verstorbenen Lottogewinners vortäuscht, um den Gewinn nicht verfallen zu lassen.

## Handlung
In dem irischen 52-Einwohner-Dorf Tullymore (Tulaigh Mhór) wird der Jackpot im wöchentlichen Lotto gewonnen. Neugierig machen sich die beiden alten Freunde Jackie O’Shea und Michael O’Sullivan zusammen mit Jackies Frau Annie daran, den Gewinner zu ermitteln, und finden schließlich den alten, in einer abgelegenen Kate wohnenden Fischer Ned Devine tot vor seinem noch laufenden Fernseher, den Gewinnschein in der Hand – offensichtlich bei der Ziehung vor Schreck gestorben. Da es bereits spät in der Nacht ist, beschließen Jackie und Annie, Neds Tod erst am folgenden Tag im Dorf zu melden.
In der Nacht jedoch hat Jackie einen Traum, in dem Ned ihm erzählt, was für ein Fest er für alle Dorfbewohner von seinem Gewinn veranstaltet hätte. Von diesem Traum inspiriert, beschließen Jackie und Michael gegen Annies Willen, Neds Tod zunächst geheim zu halten und den Lottogewinn – der verfallen würde, da Ned keine Erben hat – an Stelle von Ned Devine zu kassieren.
Ein Sturm hat in der vorangegangenen Nacht die Telefonleitungen zum Dorf unterbrochen, als einzige Verbindung zur Außenwelt  bleibt eine Telefonzelle auf einer Klippe in der Nähe. Von dort aus melden Jackie und Michael ihren Gewinnanspruch an und proben anschließend beim Baden im Meer das bevorstehende Gespräch mit dem Vertreter der Lotterie, der allerdings, per Hubschrauber eingeflogen, in dem Moment bereits am Strand erscheint und Jackie nach Ned Devine fragt. Jackie reagiert nicht schnell genug, um sich noch wie geplant als Ned  ausgeben zu können, daher muss der hinter einem Felsen verborgene grundehrliche Michael das spontan übernehmen und fährt in aller Eile nackt mit dem Motorrad zu Neds Haus, während Jackie den Lotterievertreter über Umwege führt, um Michael den nötigen Vorsprung zu verschaffen. Als der Lotterievertreter nach den üblichen Formalitäten ankündigt, dass er noch im Dorf Erkundigungen über Ned einholen wird, ändert Jackie den Plan und weiht das gesamte Dorf ein, um den mit fast 7 Millionen Pfund auch unerwartet hohen Gewinn unter allen aufzuteilen.
Alle, auch Annie, lassen sich darauf ein – bis auf die unbeliebte, griesgrämige Lizzy Quinn, die ihre Zustimmung bis zuletzt aufschiebt und dann einen höheren Anteil verlangt, ansonsten melde sie den Betrug. Da das Dorf immer noch von der Außenwelt abgeschnitten ist und Lizzy, die sich meist mit ihrem elektrischen Rollstuhl fortbewegt, kaum von der Telefonzelle aus anrufen kann, nehmen die anderen ihre Drohung nicht ernst. Der Lotterievertreter ist schließlich von der Identität „Neds“ überzeugt und überreicht den Scheck.
Während das ganze Dorf feiert, macht sich Lizzy Quinn mit ihrem Rollstuhl auf den Weg zur Telefonzelle, um ihre Drohung wahrzumachen. Dort kommt es aber zu einem absurden Verkehrsunfall, bei dem die Telefonzelle samt Lizzy Quinn die Klippe hinabgeschleudert wird.
In einer Nebenhandlung wird die Liebesgeschichte des Schweinebauern Pig Finn und seiner Geliebten Maggie O’Toole erzählt, die mit ihrem  unehelichen Sohn Maurice bei ihrem Vater wohnt. Sie liebt Finn, der sich für Maurice’ Vater hält. Zwischen Finn und Maggie stehen jedoch die Schweine, deren Geruch Maggie nicht ausstehen kann. Der Gewinnanteil ermöglicht es Finn, die Schweinehaltung aufzugeben und mit Maggie eine gemeinsame Existenz aufzubauen. Während der Gewinnfeier erfährt Jackie von Maggie, dass Ned Devine, von dem alle dachten, er habe keine Angehörigen, Maurice’ leiblicher Vater war. Er will ihr daraufhin den gesamten Gewinn überlassen, was sie aber ablehnt, um Finn nicht die Wahrheit über Maurice sagen zu müssen: Ein guter Vater sei für den Jungen wichtiger als das Geld.

## Kritiken
„Ein ideen- und temporeich inszeniertes, stets die richtige Balance zwischen Komik und Melancholie findendes Filmdebüt, das auf warmherzig-amüsante Weise Werte wie Liebe, Freundschaft und Solidarität zelebriert. Glänzend fotografiert, herausragend auch das Spiel der beiden perfekt harmonierenden Hauptdarsteller.“

„Der Debütfilm [von Kirk Jones] besticht mit wunderbaren Charakteren und britischem Humor.“

„Kirk Jones Komödie ‚Lang lebe Ned Devine‘ wirkt nie übertrieben oder albern. Er hält seine skurrilen Figuren in den Grenzen des Realistischen. […] Das Entzückende an ‚Lang lebe Ned Devine‘ ist aber auch die Mischung aus dörflichem Zusammenhalt und Konkurrenz, aus egoistischen und altruistischen Motiven, aus Betrug und Wahrheit, die sich in den Figuren jederzeit offenbart und zur Komik des Films beiträgt. Die beeindruckenden Landschaftsaufnahmen, die ebenso einfühlsame irische Musik und nicht zuletzt ein makabrer Showdown, in dem eine Telefonzelle eine nicht unerhebliche Rolle spielt, runden das Bild ab, dass ‚Lang lebe Ned Devine‘ uns präsentiert.“

„‚Lang lebe Ned Devine‘ ist eine der herrlichen britischen Komödien, für die die Filmemacher von der Insel in den letzten Jahren berühmt wurden. Getragen wird die liebevolle Geschichte nicht nur von den beiden kauzigen Hauptdarstellern um die 70, sondern auch von einer tollen Ensemble-Leistung, bei er es viele Nebencharaktere zu ‚entdecken‘ gibt, die einem im Laufe des Films fast ans Herz wachsen können.“

## Auszeichnungen
Der Film wurde mit sechs Preisen ausgezeichnet und für neun weitere nominiert. Der Regisseur Kirk Jones wurde unter anderen für den BAFTA Award, den Preis des Festival Internacional de Cine de Gijón und den Chlotrudis Award nominiert; er gewann den Gilde-Filmpreis in Gold, den New York Comedy Festival Award, den Kritikpreis des Ft. Lauderdale International Film Festival und den  Sir Tim Award des Marco Island Film Festival.

## Drehort

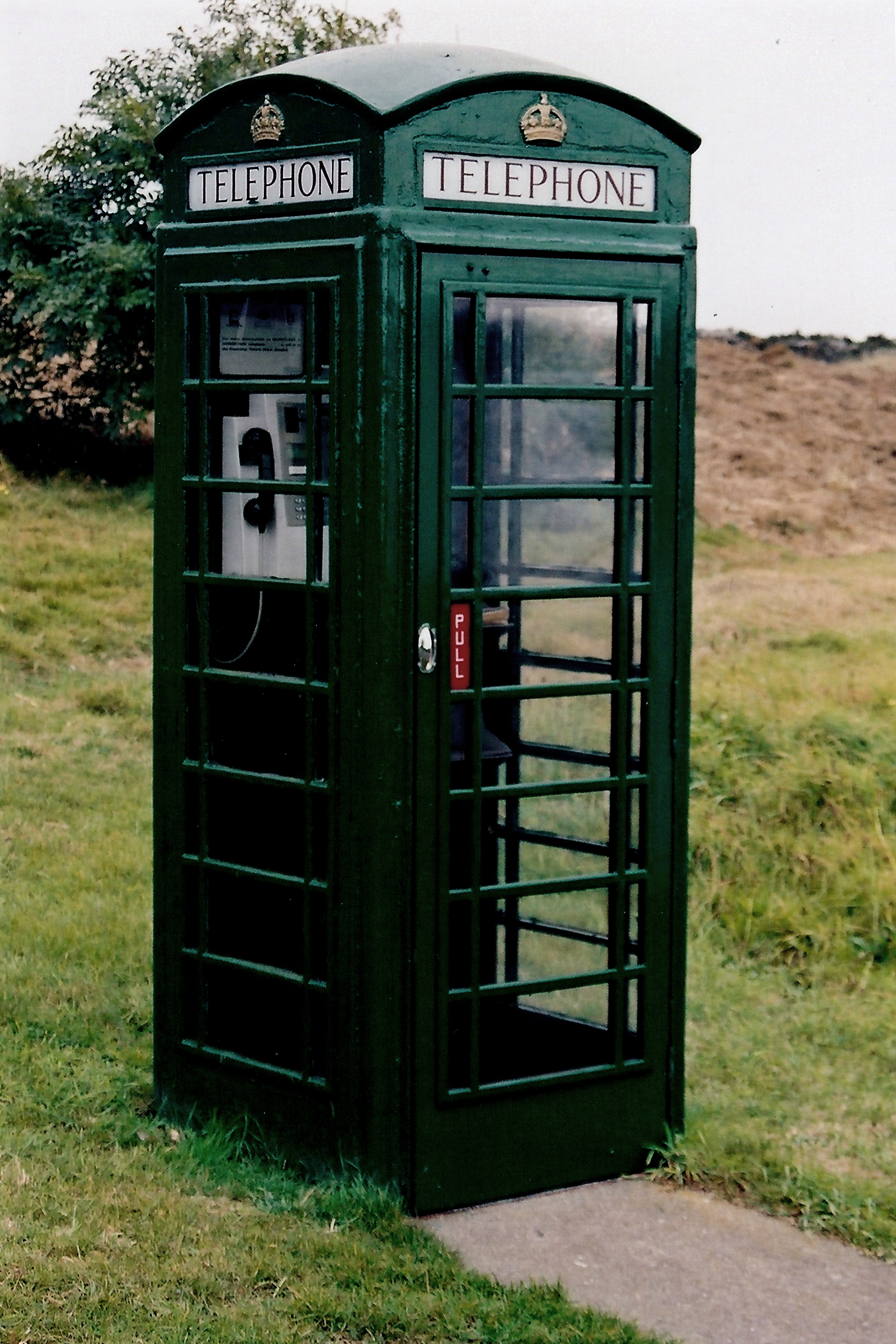
Für den Film grün gefärbte Telefonzelle in Cregneash.

Der Film wurde in der kleinen Ortschaft Cregneash an der Südspitze der Isle of Man gedreht. Für den Film wurde Cregneash in die fiktive irische Ortschaft Tullymore (Tulaigh Mhór) umgewandelt.

## Trivia
Das Motorrad, auf dem Michael nackt zu Neds Haus fährt, ist eine MZ ETZ, die vor der Wende in großen Stückzahlen auf die britischen Inseln exportiert wurde. Im Trailer der deutschen Synchronisation wurde der typische Zweitaktklang allerdings durch das Geräusch eines Viertaktmotors ersetzt.
Am Ende des Films wird The Parting Glass gesungen, ein bekanntes schottisches Abschiedslied.